# Gleđica
Gleđica (en serbe cyrillique : Глеђица) est un village de Serbie situé dans la municipalité d’Ivanjica, district de Moravica. Au recensement de 2011, il comptait 194 habitants.

## Démographie
| 1948  | 1953  | 1961  | 1971 | 1981 | 1991 | 2002 | 2011 |
| ----- | ----- | ----- | ---- | ---- | ---- | ---- | ---- |
| 1 146 | 1 271 | 1 218 | 930  | 597  | 336  | 269  | 194  |

|  |